# Fake Plastic Trees
"Fake Plastic Trees" és el segon senzill de l'àlbum The Bends, segon disc d'estudi de la banda britànica Radiohead, excepte als Estats Units, on es llançà com a primer senzill.

## Informació
Yorke va indicar que la cançó fou producte d'una broma que van realitzar durant una tarda mentre estaven borratxos. La cançó va créixer a partir d'una melodia amb la qual no sabia què fer, i forçant algunes frases enginyoses va aconseguir lligar la lletra amb la melodia. Durant l'enregistrament de The Bends, el productor John Leckie va convèncer a Yorke de realitzar una gravació de la cançó amb només una guitarra. Per sorpresa de Radiohead, la discogràfica del grup als Estats Units, Capitol Records, va escollir aquesta cançó per continuar l'èxit aconseguit per "Creep" en aquest país. A més, el segell va realitzar una remescla de la cançó sense la seva aprovació, la qual els membres de la banda van trobar horrible.
Malgrat la popularitat que va aconseguir, diversos crítics musicals van valorar positivament la seva qualitat. La revista Rolling Stone va situar "Fake Plastic Trees" en la posició 376 dins la seva llista de les 500 millors cançons de tots els temps.
L'estatunidenca Amanda Palmer va versionar la cançó pel seu àlbum Amanda Palmer Performs the Popular Hits of Radiohead on Her Magical Ukulele i fou destacada com una de les vint millors versions de l'any 2000.
El videoclip, dirigit per Jake Scott, fou enregistrat en un supermercat i els membres del grup apareixen dins carros de compra junt a altres persones. El director va explicar que era una al·legoria de la mort i la reencarnació però que s'havia de ser molt rar per saber-ho llegir entre línies.

## Llista de cançons
CD 1
1. "Fake Plastic Trees" – 4:50
2. "India Rubber" – 3:26
3. "How Can You Be Sure?" – 4:21

CD 2
1. "Fake Plastic Trees" – 4:50
2. "Fake Plastic Trees" (acústica) – 4:41
3. "Bullet Proof.. I Wish I Was" (acústica) – 3:34
4. "Street Spirit (Fade Out)" (acústica) – 4:26